# Октябрьский (Богучанский район)
Октябрьский — посёлок в Богучанском районе Красноярского края России. Административный центр сельского поселения Октябрьский сельсовет. 
Расположен на правом берегу реки Чуна. В посёлке находится железнодорожная станция Чунояр на линии Решоты — Ярки.
С 1979 по 2005 год Октябрьский имел статус посёлка городского типа.

## Население
| 1989 | 2002  | 2010  |
| ---- | ----- | ----- |
| 3936 | ↗6207 | ↘5879 |